# Guilherme do Prado
Guilherme do Prado Raymundo (Campinas, Brasil, 31 de diciembre de 1981), también conocido como Guly, es un futbolista brasileño, se desempeña como mediocentro y volante y actualmente juega en el Ipswich Town de la Football League Championship, este jugador se destaca por su gran visión de juego y gran técnica.

## Clubes
| Club                | País       | Año         |
| ------------------- | ---------- | ----------- |
| Portuguesa Santista | Brasil     | 2002        |
| Catania             | Italia     | 2002 - 2003 |
| AC Perugia          | Italia     | 2003 - 2005 |
| ACF Fiorentina      | Italia     | 2005 - 2007 |
| Spezia 1906         | Italia     | 2007 - 2008 |
| AC Mantova          | Italia     | 2008        |
| Aurora Pro Patria   | Italia     | 2008 - 2009 |
| AC Cesena           | Italia     | 2009 - 2010 |
| Southampton         | Inglaterra | 2010 - 2015 |
| Ipswich Town        | Inglaterra | 2015 -      |

- Datos: Q1362076